# Datorspelsåret 1981

## Händelser

### November
- November - Den brittiska videospelstidskriften Computer and Video Games (C&VG) startar.

### Okänt datum

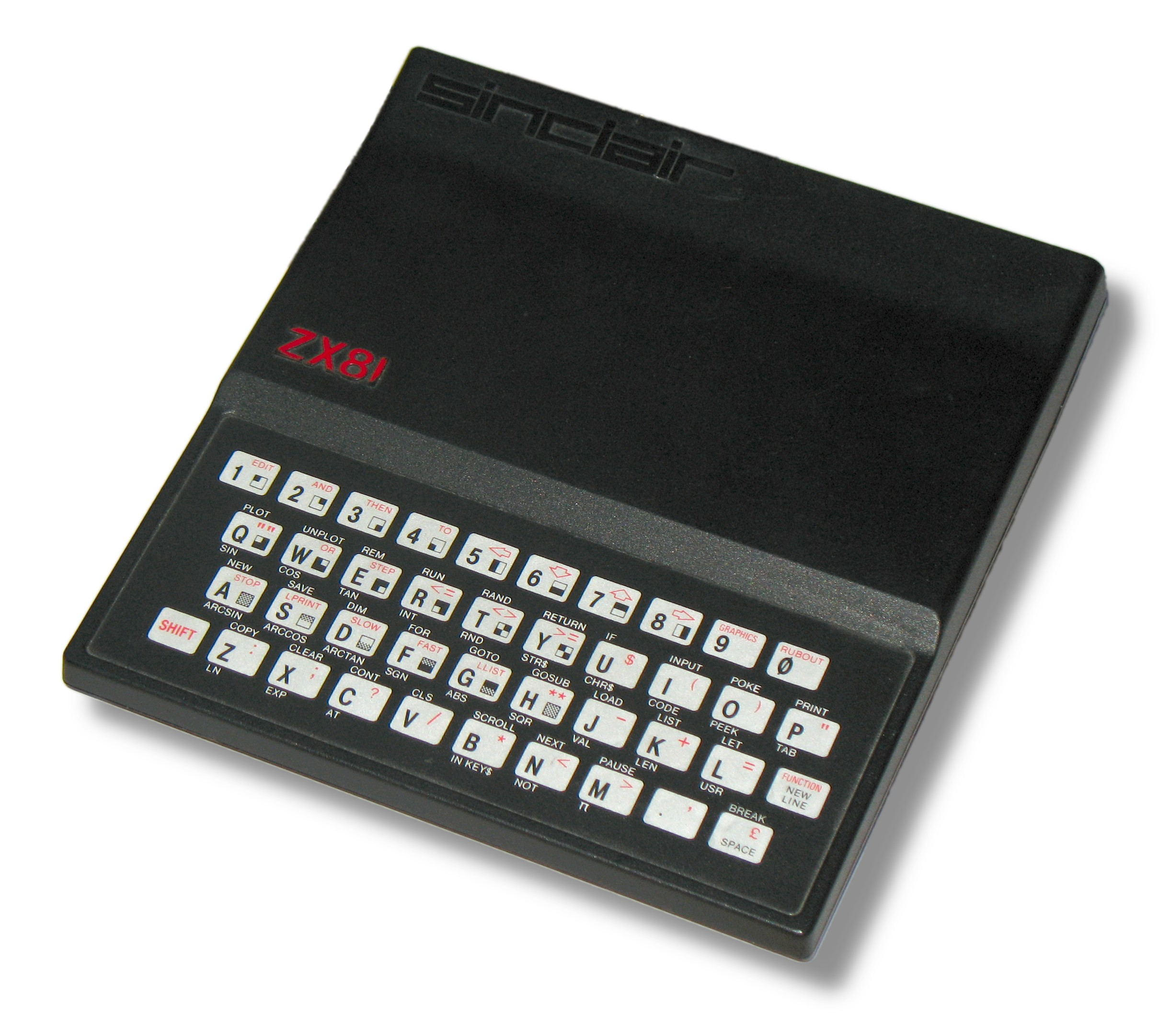
Sinclair ZX81.

- Brittiska Sinclair släpper ZX81, en förbättrad variant av ZX80.
- Game & Watch lanseras i Sverige i slutet av sommaren.[1]

## Spel släppta år1981
- Namco släpper spelen New Rally-X, Warp and Warp, Galaga, Ms. Pac-Man och Bosconian. Bosconian är första spelet med continue.

### Arkadspel
- Juli - Donkey Kong[2]

### Fotnoter
1. ↑  Mikael Söderlind (23 juni 2013). ”Så kom Nintendo till Sverige”. Techworld. Arkiverad från originalet den 22 maj 2014. https://web.archive.org/web/20140522175210/http://techworld.idg.se/2.2524/1.512299/sa-kom-nintendo-till-sverige/sida/1/algas-stora-misstag. Läst 22 maj 2014.
2. ↑  Peter Molyneux (11 mars 2010). ”The Ultimate History of Video Games” (på engelska). http://books.google.se/books?id=PTrcTeAqeaEC&pg=PT286&lpg=PT286&dq=Donkey+Kong+%2B+%22july+1981%22&source=bl&ots=alKo-aXUbd&sig=NxZr66-HSpU1h6DRJdSc12ey50k&hl=sv&sa=X&ei=uyf5Uv_dK8P_4QTT84HYAg&ved=0CHEQ6AEwCQ#v=onepage&q=Donkey%20Kong%20%2B%20%22july%201981%22&f=false. Läst 10 februari 2014.